# 奧克菲爾德鎮區 (密歇根州)
奧克菲爾德鎮區（英語：Oakfield Township）是位於美國密歇根州肯特縣的一個行政鎮區。

## 地方資料
奧克菲爾德鎮區的面積為94.30平方千米，當中陸地面積為87.57平方千米，而水域面積為6.73平方千米。根據2020年美國人口普查的數據，當地共有人口6107人，而人口密度為每平方千米64.76人。